# Gerhart Tschorn
Gerhart Tschorn (* 25. November 1901 in Ratibor; † 15. Januar 1975 in Magdeburg) war ein deutscher Ingenieur und Wissenschaftler.

## Leben
Gerhart Tschorn wurde in Ratibor geboren und besuchte dort bis 1920 das Gymnasium. 1925 schloss er ein Studium der Technologie des Eisenhüttenwesens am Friedrichs-Polytechnikum in Köthen ab, wo er anschließend am Hüttenmännischen Institut als wissenschaftlicher Assistent arbeitete. Zwischen 1927 und 1935 war er Mitarbeiter der Forschungsanstalt der Junkers Flugzeug- und Motorenwerke in Dessau. Von 1935 bis 1945 war er Leiter der Abteilung Werkstoffprüfung und Abnahme der Junkers-Werke Magdeburg.
Tschorn, seit 1942 Oberingenieur, wurde 1947 Chefingenieur des sowjetischen Marineministeriums und übernahm für dieses bis 1948 die Technische Leitung der Gießerei Vater in Magdeburg. Sein Wirken war auf die Entwicklung und industrielle Einführung moderner Werkstoffprüfverfahren, vor allem im Bereich der Gießerei- und  Schmiedeindustrie, gerichtet. Unter internationaler Beobachtung entwickelte er die Schleiffunkenprüfung als Schnellmethode zur Verwechslungsprüfung von Metallen. Ebenso führte er weitere Schnellprüfverfahren zur Authentifizierung und Analyse von Stahlschmelzen durch Zwei-Meter-Gitter-Spektrographie sowie Vakuumspektrometrie ein. Pionierarbeit leistete er auch auf den Gebieten der Ultraschallprüfung zur Gefügeidentifikation (1956) und der Gamma-Defektoskopie mit radioaktiven Isotopen (ab 1956).
Tschorn ist Autor mehrerer Publikationen zu seinen Fachgebieten.

## Werke
- Werkstoffprüfung in der Eisen- und Stahlgießerei (Halle, 1933)
- Fachkunde für Werkstoffprüfer (Physik) (Langensalza, 1942)
- Materialprüfung und Betriebsüberwachung in der Eisen- und Stahlgießerei (Halle, 1951)
- Fachkunde für Werkstoffprüfer (Leipzig, 1953)
- Praktische Berechnungen und Betriebskennzahlen für den Gießereimann (Halle, 1957)
- Schleiffunkenatlas für Stähle (Leipzig, 1961)
- Spark atlas of steels (Oxford, 1963)